# Zhaliang
El zhaliang es un tipo de comida de la gastronomía de China. Se hace envolviendo youtiao (masa frita) en un rollo de fideo de arroz apretado. Es más popular en la provincia de Guangdong (sur de China), así como en Hong Kong.
Para desayunar, suele tomarse con leche de soja.
Para dim sum, a menudo se cubre con sésamo y se moja con salsa de soja. Otros ingredientes son la salsa hoisin o la pasta de sésamo entre los aficionados a la tahina.